# Sallee Snowfield
Il Sallee Snowfield (in lingua inglese: Campo di neve Sallee) è un vasto campo di neve situato tra il Dufek Massif e la parte settentrionale del Forrestal Range, nei Monti Pensacola, in Antartide. 
È stato mappato dall'United States Geological Survey (USGS) sulla base di rilevazioni e foto aeree scattate dalla U.S. Navy nel periodo 1956-66.
La denominazione è stata assegnata dall'Advisory Committee on Antarctic Names (US-ACAN) in onore del capitano di corvetta Ralph W. Sallee, assistente ufficiale meteorologo nello staff di comando dell'U.S. Naval Support Force in Antartide nel 1967 e 1968.